# Makary
Makary är en ort i Kamerun.   Den ligger i regionen Nordligaste regionen, i den norra delen av landet, 1 000 km norr om huvudstaden Yaoundé. Makary ligger 290 meter över havet och antalet invånare är 7 331.
Terrängen runt Makary är mycket platt. Trakten runt Makary är ganska glesbefolkad, med 38 invånare per kvadratkilometer. Det finns inga andra samhällen i närheten. Trakten runt Makary består i huvudsak av gräsmarker.